# 5395 Shosasaki
5395 Shosasaki (1988 RK11) là một tiểu hành tinh vành đai chính được phát hiện ngày 14 tháng 9 năm 1988 bởi S. J. Bus ở Cerro Tololo.